# Kromhout (bedrijf)

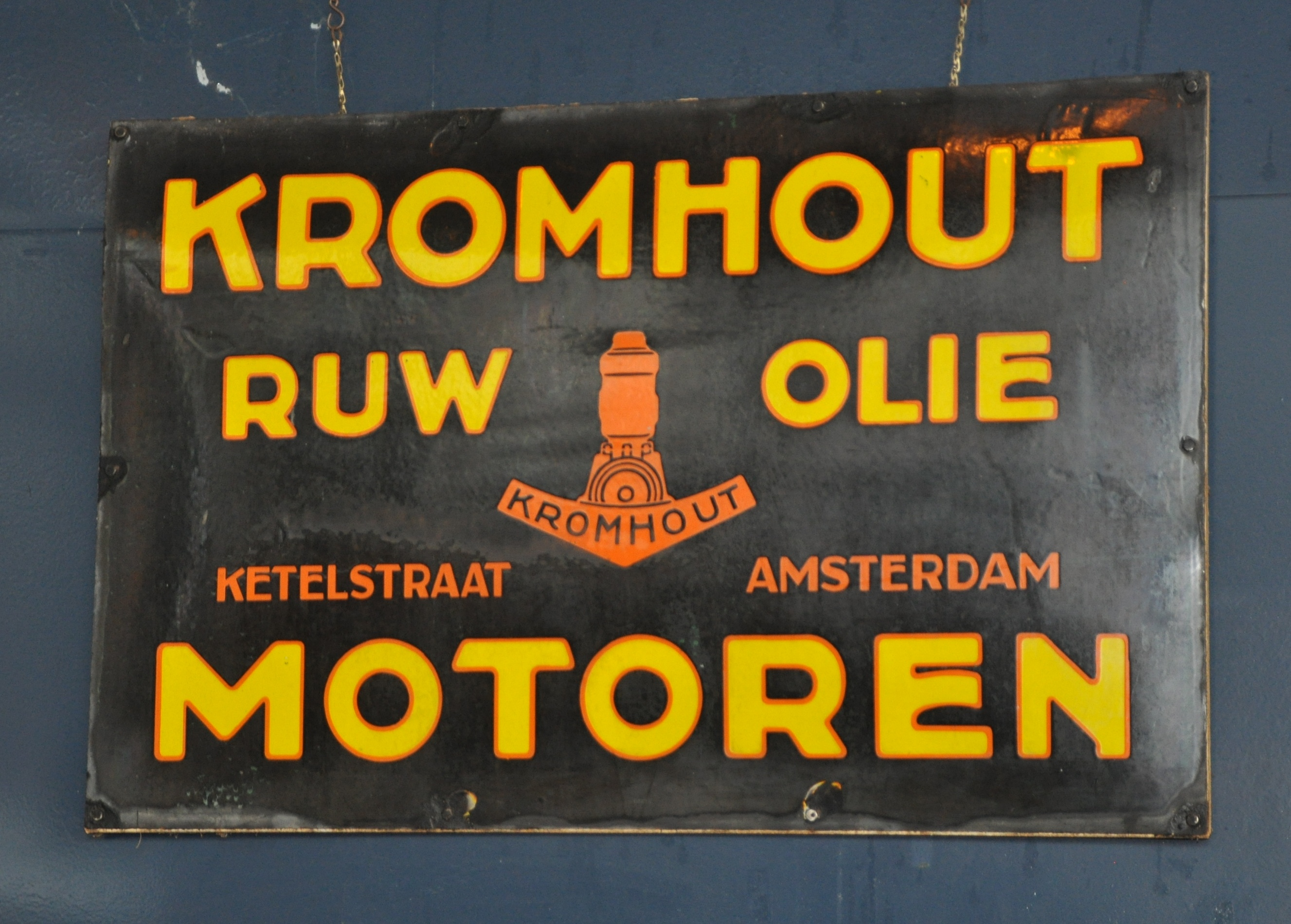
Bord bij de Kromhoutfabriek aan het IJ, Amsterdam-Noord

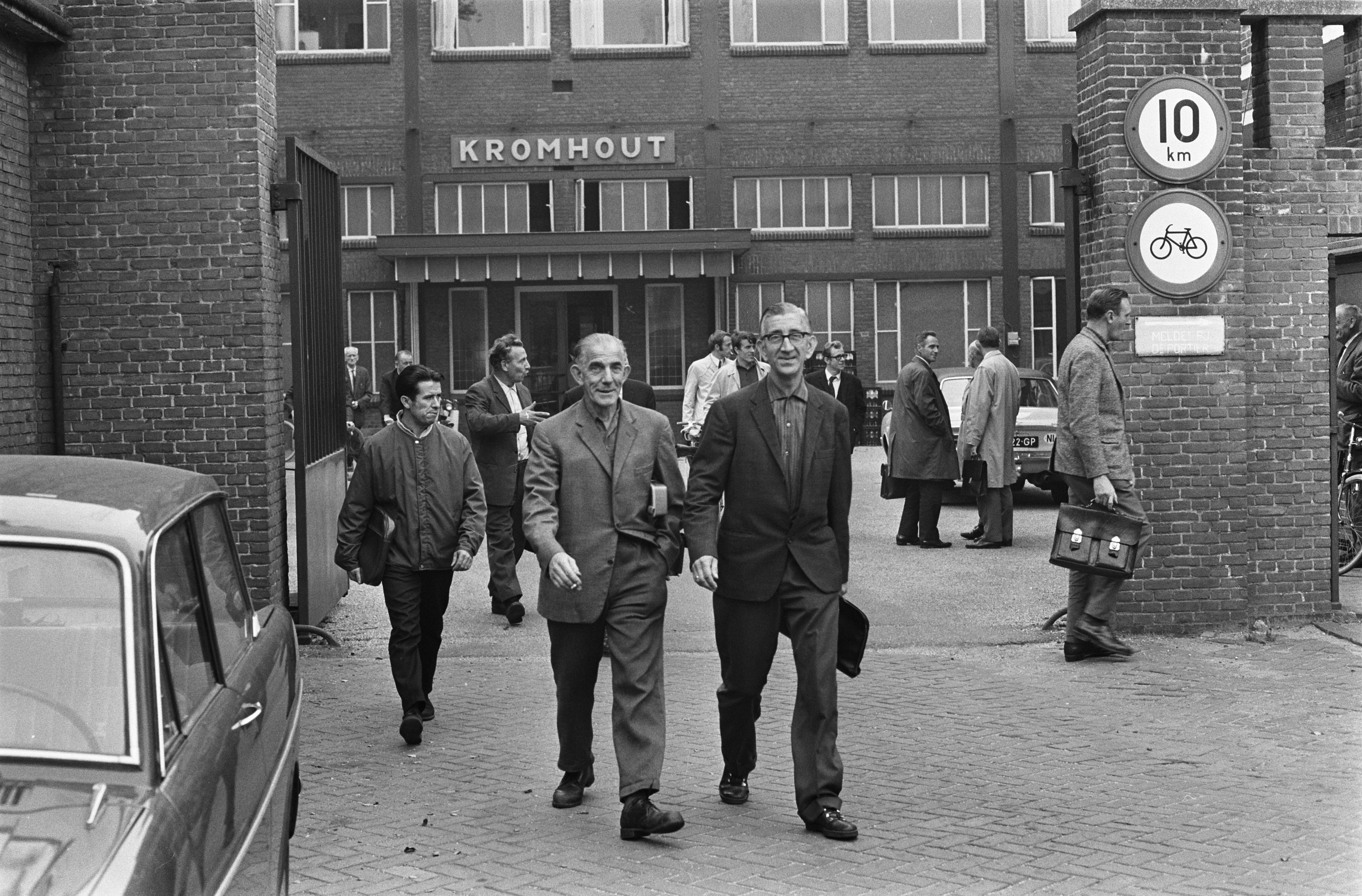
Werknemersvergadering: de Kromhout ging een jaar later dicht, 1969

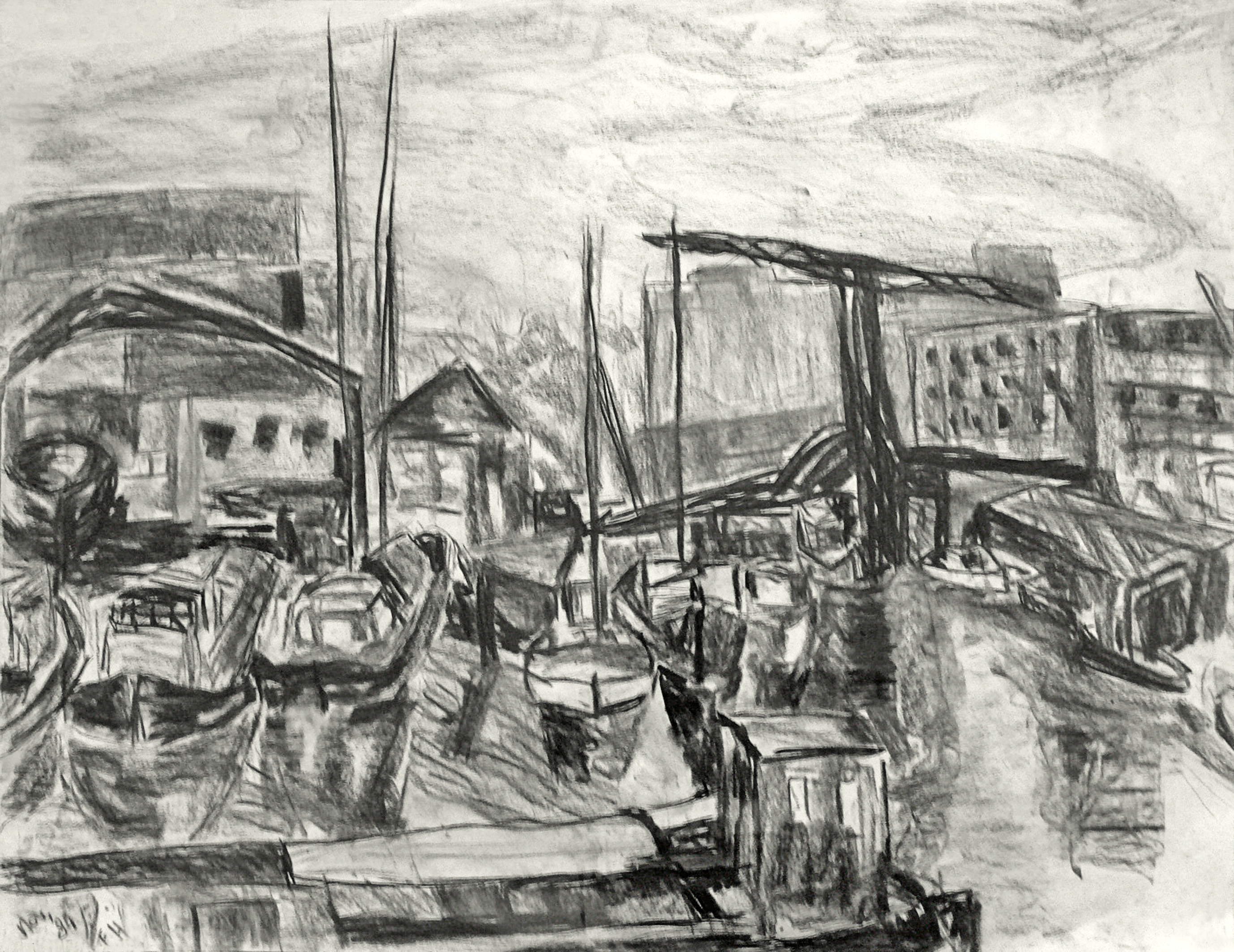
De werf Kromhout, gezien vanaf de overkant van de Nieuwe Vaart 1988

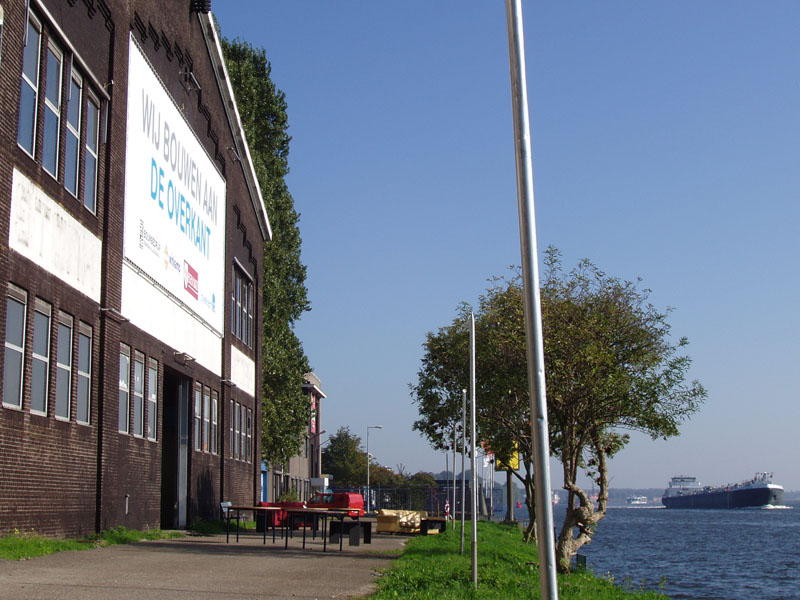
Fabriekshal van Kromhout aan het IJ, nu evenementenhal en restaurant

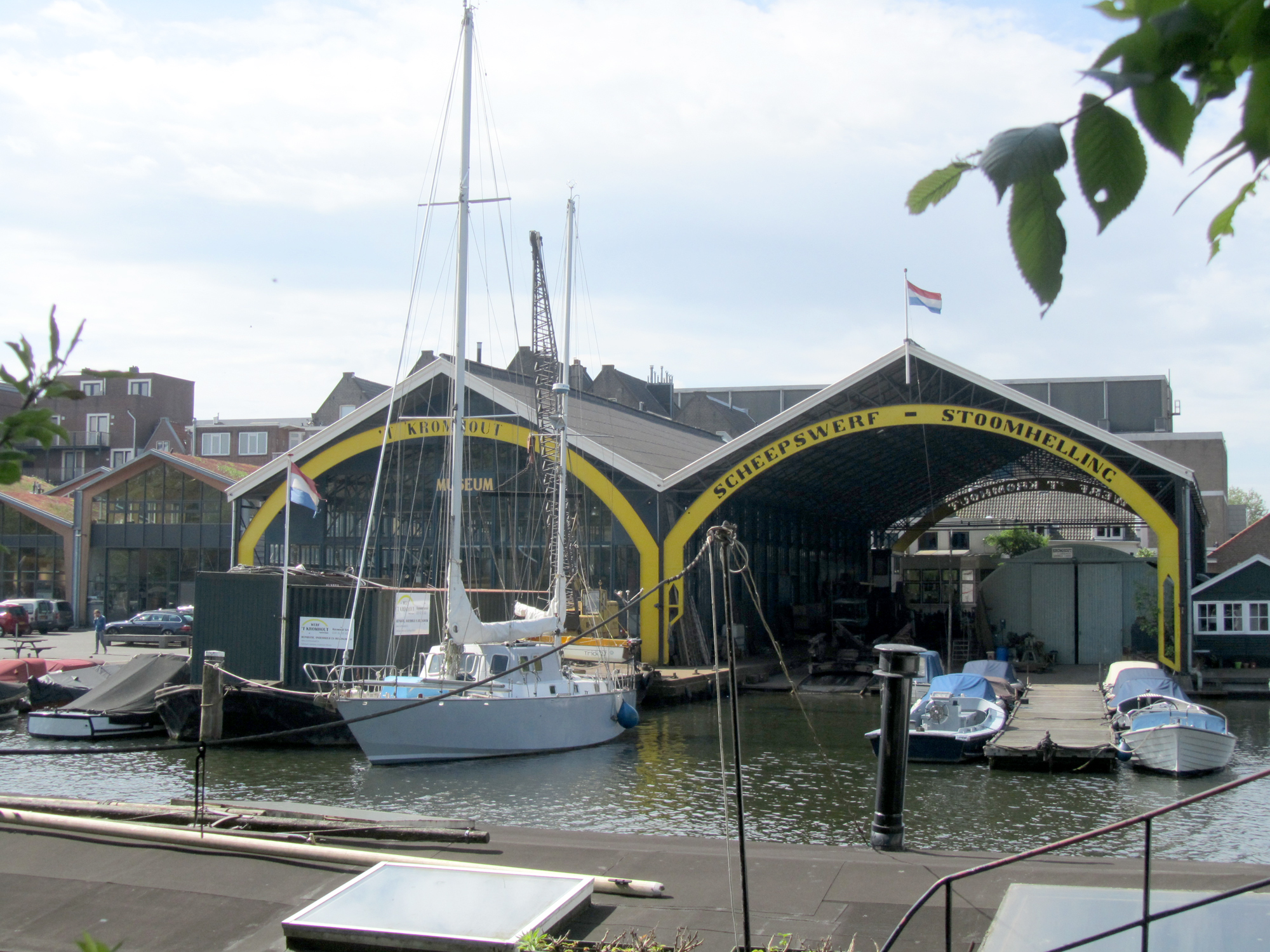
Museumwerf Kromhout

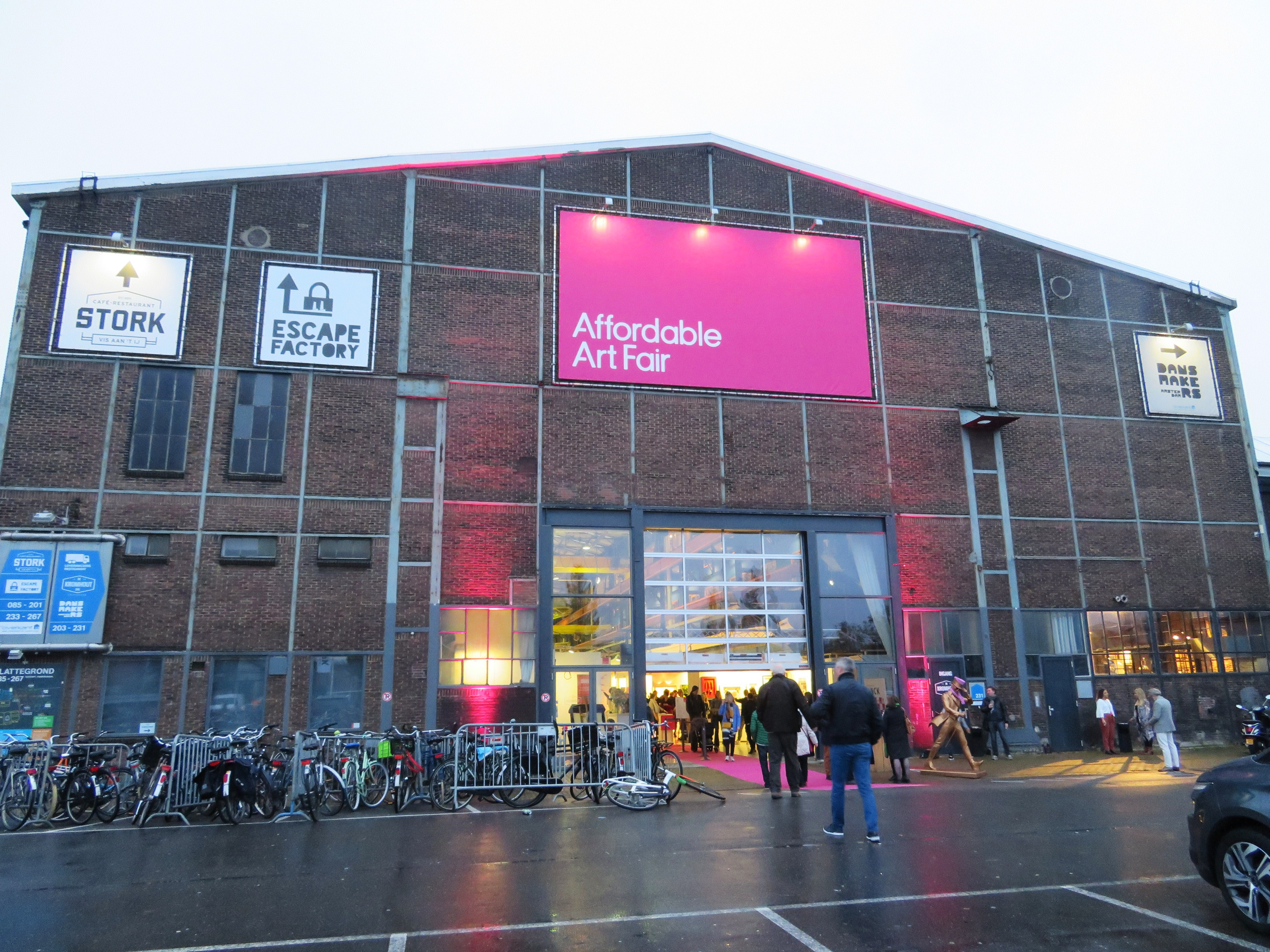
Voorgevel van de Kromhoutvestiging aan de Ketelstraat

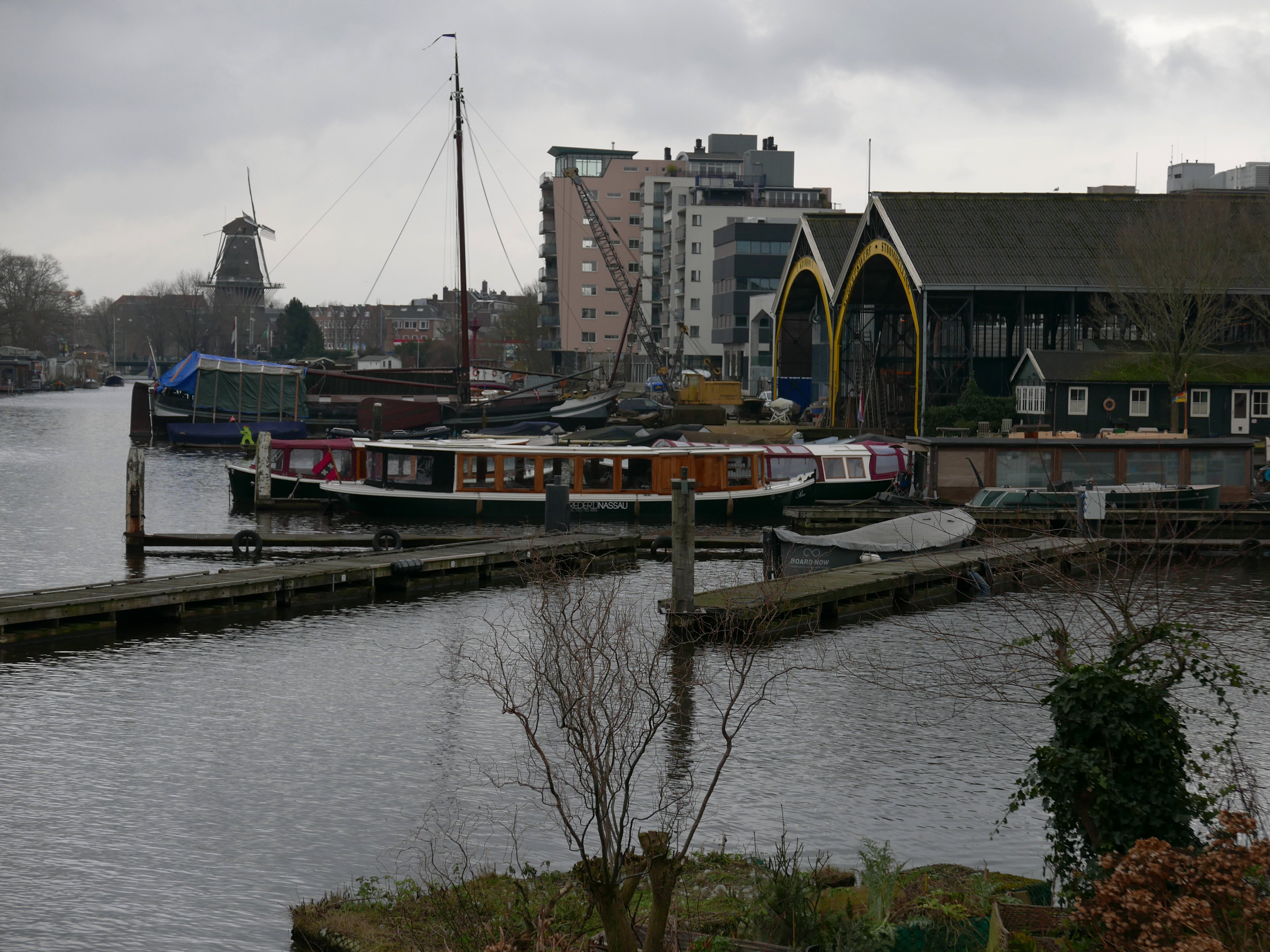
Museumwerf Kromhout aan de Nieuwe Vaart met molen De Gooyer op de achtergrond, 2022

De Kromhout Motoren Fabriek was sinds 1921 de officiële naam van een motorenfabriek  te Amsterdam die een groot deel van de 20ste eeuw actief was, oorspronkelijk als bouwer van scheepsmotoren, later van vrachtauto's en autobussen. 

## Geschiedenis
Het bedrijf is vernoemd naar de oorspronkelijke bedrijfslocatie. De werf 't Kromhout ontstond in het midden van de achttiende eeuw langs een historische Amsterdamse zeedijk, die nu bekend is als de Hoogte Kadijk. De werf dankt zijn naam aan Doede Janszn. Kromhout, wiens vrouw in 1757 een terrein kocht waar eerder een tweetal ankersmeden hun ambacht uitgeoefend hadden, zodat haar man zijn beroep kon uitoefenen. Het werfterrein werd midden 19e eeuw gebruikt voor de houthandel. 

### Scheepswerf
Op 11 maart 1867 kocht Daniël Goedkoop sr., nazaat van een Overijsselse familie die zich omstreeks 1800 in Amsterdam gevestigd had, de werf 't Kromhout aan voor zijn gelijknamige 17-jarige zoon. Goedkoop was actief in de rederij en voorzag in de onderneming in eerste instantie een eigen reparatiewerf. De dagelijkse leiding was toevertrouwd aan een ervaren scheepsbouwmeester, Johannes Kloos. De werf - aanvankelijk onder de firmanaam Kloos en Goedkoop, vanaf 1873 onder de naam D. Goedkoop Jr. - was vrijwel vanaf het begin ingericht op ijzeren scheepsbouw en ging ook over op nieuwbouw zoals in 1869 een schroefstoomboot voor de rederij van de Gebroeders Goedkoop. Onder leiding van D. Goedkoop Jr. werd al in 1874 een stoominstallatie op het terrein geïnstalleerd voor de aandrijving van de diverse boor-, zaag-, pons- en knipapparaten. Er werden onder zijn leiding met 30 tot 50 arbeiders vooral ijzeren (en later ook stalen) schepen gemaakt, zowel voor de kust- als de binnenvaart. De familie Goedkoop hield zich bezig met allerlei werkzaamheden op en langs het water. Zo exploiteerde zij vanaf 1860 een sleepdienst met stoomboten op het Noordhollandsch Kanaal. In 1887 kreeg een deel van het werfterrein een overkapping waarvan de geklonken spanten afkomstig waren van een hal eerder gebruikt op een Wereldtentoonstelling. Later werd ook elektrische verlichting aangebracht. In 1889 telde de werf 91 arbeiders.
In 1894 ging het beheer over aan de tweede generatie Goedkoop, Daniel Goedkoop Dzn, waarbij in 1899 broer Jan zich voegde. Onder hun leiding werd ook de machinefabricage en ketelbouw ter hand genomen. Zo leverden ze in 1900 hun eerste stoomketel af. Ook de fabricage van scheepsmotoren werd beproefd en in 1904 slaagde men erin een betrouwbare viertakt petroleummotor op de markt te brengen. Deze werd al snel succesvol, vooral als exportproduct. Zo was in 1910 circa 70% van de productie bestemd voor het buitenland.

### Motorenfabriek
In 1908 verhuisde de motorenafdeling van Kromhout naar een nieuwe fabriek onder architectuur van Johan W.F. Hartkamp aan de Ketelstraat in de Nieuwendammerham in Amsterdam-Noord, grenzend aan het IJ. De fabriek van 1350 m² was al snel te klein en in 1910 volgde een verdubbeling tot 2850 m². De scheepswerf aan de Hoogte Kadijk werd in 1911 verkocht aan de naastliggende scheepsbouwonderneming. Rond die tijd startte ook een filiaal te Rotterdam.
In 1911 ging Kromhout een nieuw ontwerp tweetaktmotor produceren, de R.O.-Kromhoutmotor van 35 pk. R.O. stond voor Ruwe Olie en dat betekende dat de motor op veel verschillende brandstoffen (van petroleum tot gasolie) kon lopen. Al snel moest de fabriek uitgebreid worden, vanwege de grote vraag naar deze motoren. In 1912 werkten er al 239 mensen. Een volgend eigen ontwerp was de Hogedrukmotor uit 1926. De jaren twintig waren voorspoedig voor Kromhout, wat blijkt uit de gemiddelde dividenduitkering van 7%. De werkgelegenheid nam toe van 376 in 1926 tot 631 in 1929.Ondertussen was de firma D. Goedkoop Jr in 1921 omgezet in nv Kromhout Motoren Fabriek D. Goedkoop Jr.
Met de crisis aan het begin van de jaren 30 kelderde de omzet. Er was fors geïnvesteerd waarop flink afgeschreven moest worden. De verliezen werden deels gecompenseerd door een reorganisatie van het aandelenkapitaal in 1937. Kromhout zocht ondertussen nieuwe, verwante activiteiten en in augustus 1932 werd een licentiecontract gesloten met de firma Gardner te Manchester voor de bouw van snellopende viertakt dieselmotoren, geschikt voor auto's, schepen en stationair gebruik. De Kromhout-Gardner motoren werden onder meer toegepast in autobussen, vrachtwagens en tractoren, als eerste in bussen van het Amsterdamse vervoersbedrijf GTA.

### Productie vrachtwagens en bussen
In 1935 kwamen de eerste eigen vrachtwagens op de markt. Het eerste zelfgebouwde chassis was voor een autobus van de NACO. Een verscheidenheid aan chassis en motoren voor vrachtauto's en bussen zorgde ervoor dat Kromhout een grote populariteit genoot. Deze hele specialisatie werd in mei 1935 ondergebracht in een aparte onderneming N.V. Kromhout Autoindustrie. In 1938 en 1939 assembleerde Kromhout een aantal vrachtwagens van de Amerikaanse fabrikant Autocar Company, zowel met torpedofront als met frontstuur. Deze stonden bekend als Autocar-Kromhout.

### Vliegtuigmotoren
In 1939 werd ook een licentieovereenkomst gesloten met het Britse Armstrong Siddeley voor de bouw en verkoop van Genet Major zevencilinder stermotoren van 165 pk voor vliegtuigen. 25 van deze motoren werden besteld voor 20 vliegtuigen van het model Fokker S.IX, bestemd voor de Luchtvaartafdeeling der Koninklijke Landmacht (LVA). Vanwege vertraging tijdens de productie zijn deze licentiemotoren alleen in de laatste negen exemplaren van de serie ingebouwd. Tijdens de oorlogstijd werden houtgasgeneratoren voor auto’s geproduceerd. Aan het eind van de oorlog was het bedrijf, net als veel andere in de buurt, leeggeroofd door de bezetter.

### Wederopbouw
Na de bezetting werd het bedrijf weer opgestart, aanvankelijk voor de reparatie van motoren. Daarna werden vele vrachtauto's en bussen met Kromhout-Gardner-motoren gebouwd voor Nederlandse afnemers. Vooral in het stadsvervoer van Amsterdam, Rotterdam en Den Haag reden vele Kromhoutbussen. Bij het streekvervoer was Kromhout echter minder succesvol. De prototypen die geleverd waren aan GADO, NBM en NTM, dochterondernemingen van de Nederlandse Spoorwegen (NS), leidden niet tot verdere bestellingen, want de NS gaf de voorkeur aan het Britse Leyland-product.
Er werd ook een begin gemaakt met de ontwikkeling van een eigen dieselmotor, hiervoor kreeg Kromhout forse financiële steun van de Nederlandse overheid in de vorm van garantiebedragen. Kromhout maakte ook underfloor motoren, deze werden onderin het chassis opgehangen waardoor bij autobussen meer ruimte bleef voor passagiers.
In 1949 richtte Kromhout met drie andere Nederlandse motorenfabrikanten de motorenfabriek SAMOFA op met een fabriek te Harderwijk, bedoeld voor de productie van dieselmotoren met klein vermogen. De verkoop van de SAMOFA-motoren was in handen van Kromhout, dat daarvoor onder meer de helft van de aandelen van de NV Hollandsche Motorboot te Amsterdam overnam. Ook in 1949 werd gestart met een samenwerking met Leyland Motors Ltd. voor de fabricage van chassis. In 1952 verkreeg Kromhout bijna de helft van de NV Leyland-Holland. 
Vanaf ongeveer 1952 realiseerde Kromhout goede verkoopsuccessen met zijn vrachtwagens en autobussen, maar in 1957 vielen de verkopen terug. De concurrentie van het sterk groeiende DAF werd merkbaar. De vrachtwagenproductie werd in 1958 overgedaan aan Verheul, al bleef Kromhout motoren leveren. In de jaren 1935 tot en met 1958 produceerde Kromhout ongeveer 2000 voertuigen, waarvan ruim 800 vrachtwagenchassis. Ten slotte was het bedrijf, samen met Aviolanda, in 1955 oprichter en tot 1959 deelgenoot van de Nederlandse Helikopter Industrie.

### Einde
In februari 1966 werd de overname door Verenigde Machine Fabrieken Stork-Werkspoor bekend gemaakt. Kromhout zou als een afzonderlijke werkmaatschappij blijven voortbestaan. Voor de ruim 650 personeelsleden had de overname geen consequenties, al het personeel kon in dienst blijven. De eigenaren van Kromhout kregen geld en aandelen VMF voor hun aandelen Kromhout. Korte tijd later werd de productie overgeheveld naar de motorenfabriek in Zwolle. In 1969 besloot VMF de motorendivisie, bestaande uit Kromhout Motorenfabriek, Stork Dieselmotoren in Zwolle en de Belgische maatschappij Moes, onder te brengen in Stork-Werkspoor Diesel. Dit betekende ook de definitieve sluiting van de Kromhout Morenfabriek. De fabriek in Zwolle is in 1989 overgenomen door Wärtsilä. De fabrieksgebouwen aan de Ketelstraat, Amsterdam-Noord zijn daarna door Stork gebruikt voor de productie van machines voor de voedingsmiddelenindustrie. Nadat ook daaraan een eind kwam, worden de gebouwen gebruikt als evenementenhal en restaurant.

## Kromhoutmuseum
De oude Kromhoutwerf aan de Nieuwe Vaart werd in 1967 gesloten en door sloop bedreigd. Een aantal mensen die zich betrokken voelden bij de historische plek verenigde zich in Stichting Werf 't Kromhout. Door een ruime bijdrage van het Prins Bernhard Fonds kon de stichting in 1975 zowel de grond als de opstallen aankopen, waarna de werf een rijksmonument werd.
In 1973 is hier het Werfmuseum 't Kromhout gevestigd met diverse oude Kromhout-motoren die draaiend kunnen worden bekeken. Verder is er een originele en nog werkende smederij te zien die stamt uit de 19e eeuw.
Veel vissersschepen hadden vroeger een Kromhout-motor. Dit wordt nog bezongen in het nummer Stampen en rollen van de band Zijlstra.

## Portretten van Kromhout-producten

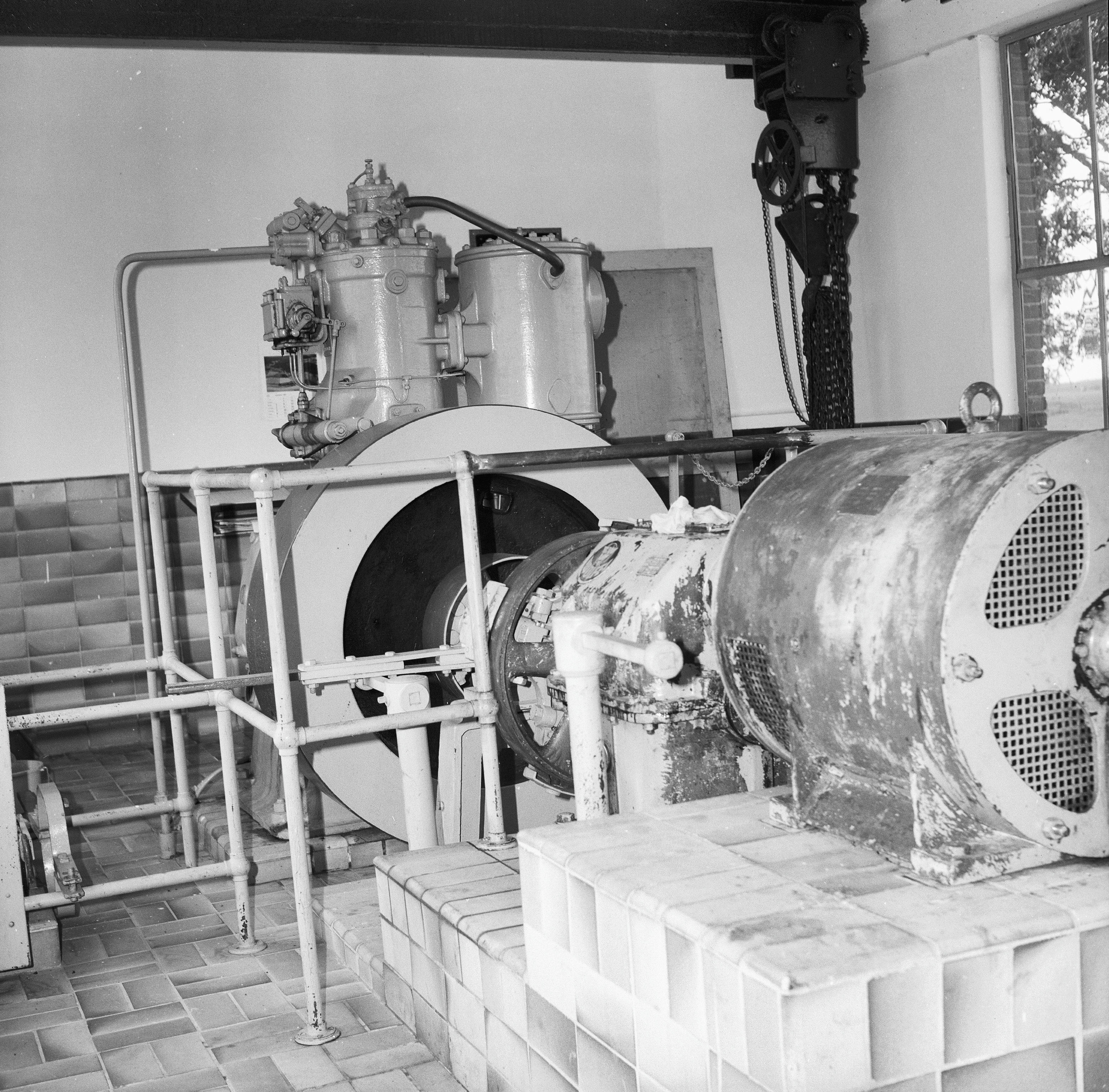
Kromhout dieselmotor voor gemaal Kamperveen
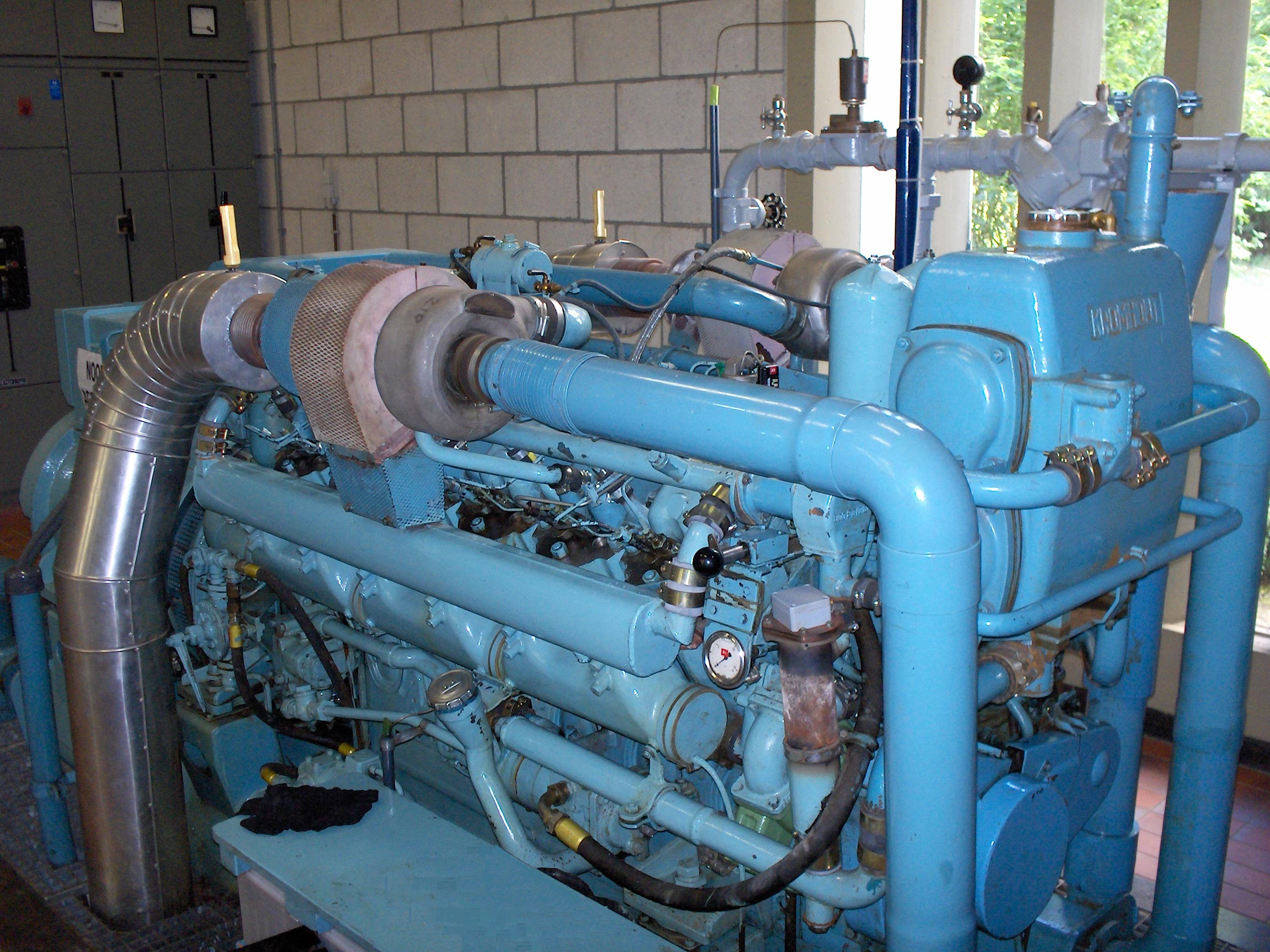
Kromhout V12 dieselmotor voor noodstroom
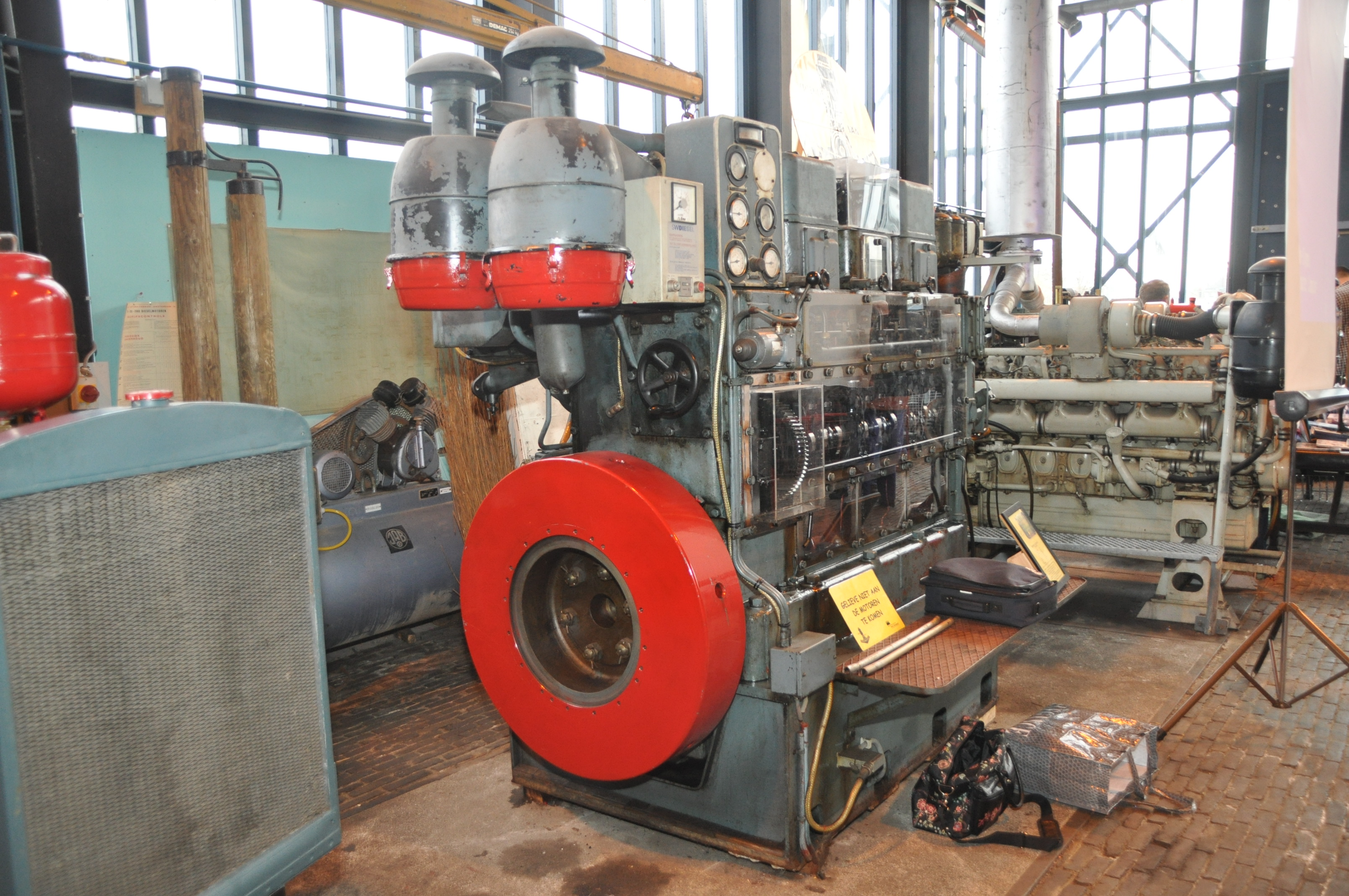
Kromhout dieselscheepsmotor type 3-F2240
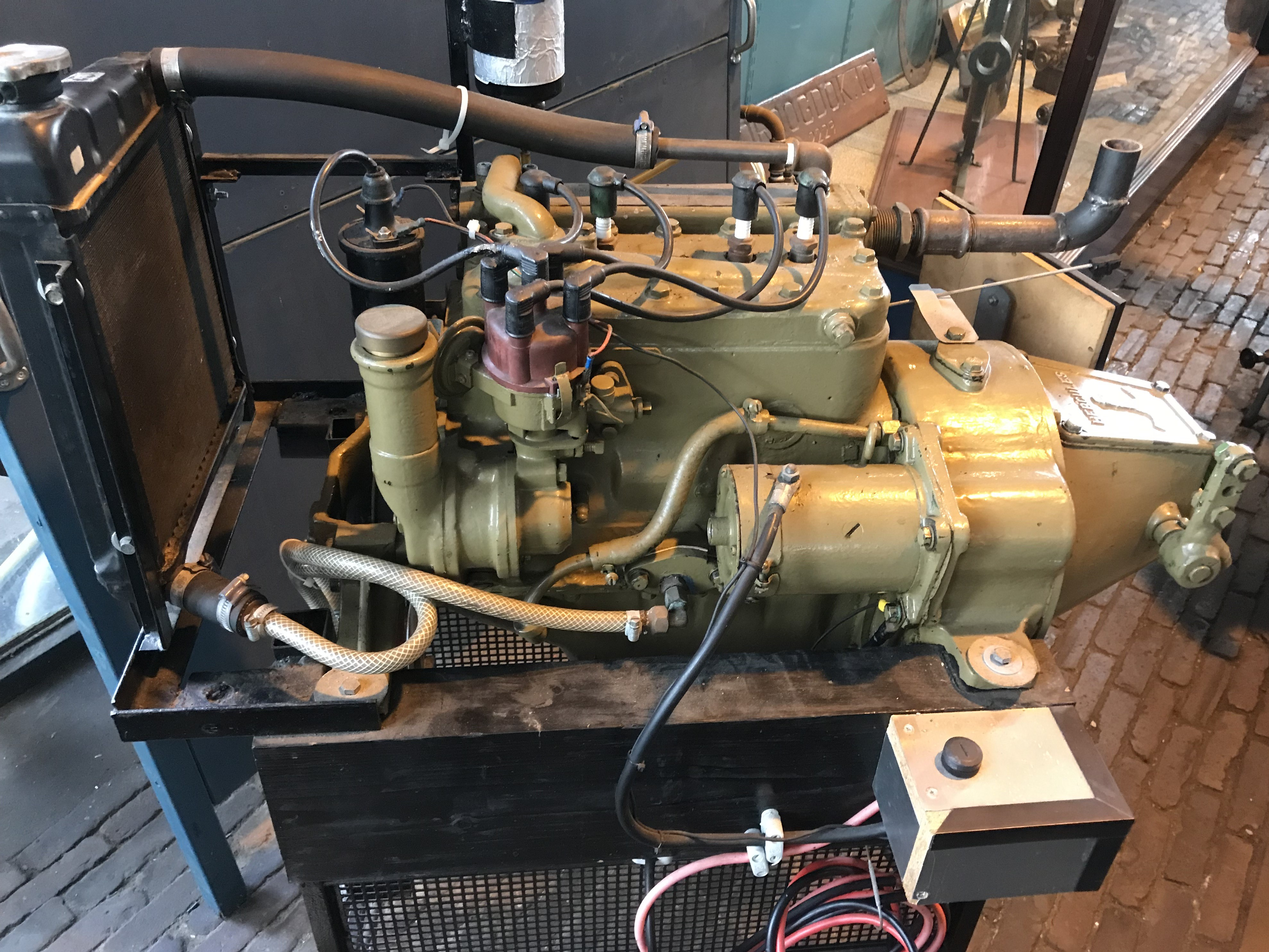
Een Hercules benzinemotor aangepast door Kromhout voor boten
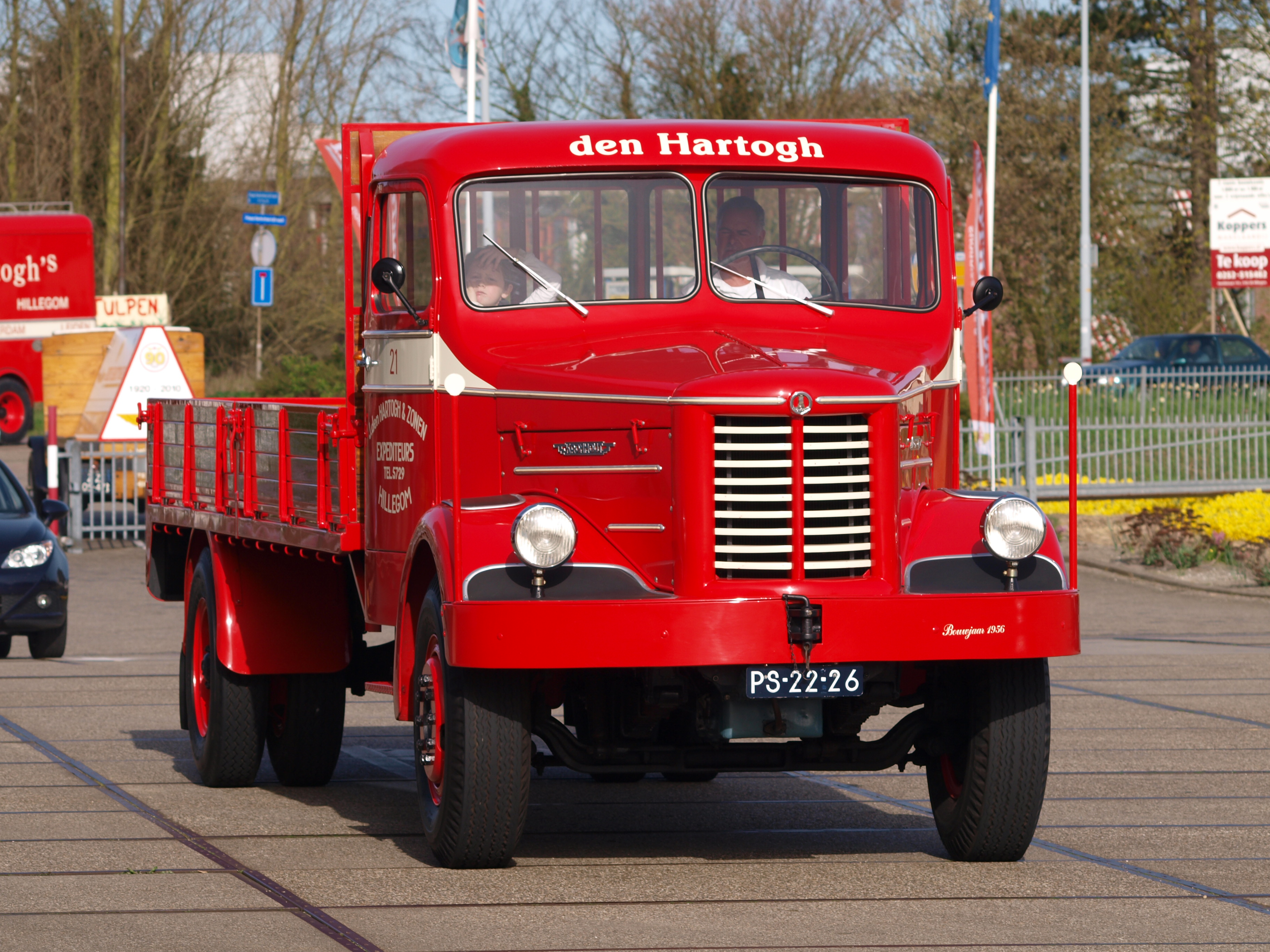
Kromhout 4VS-AN
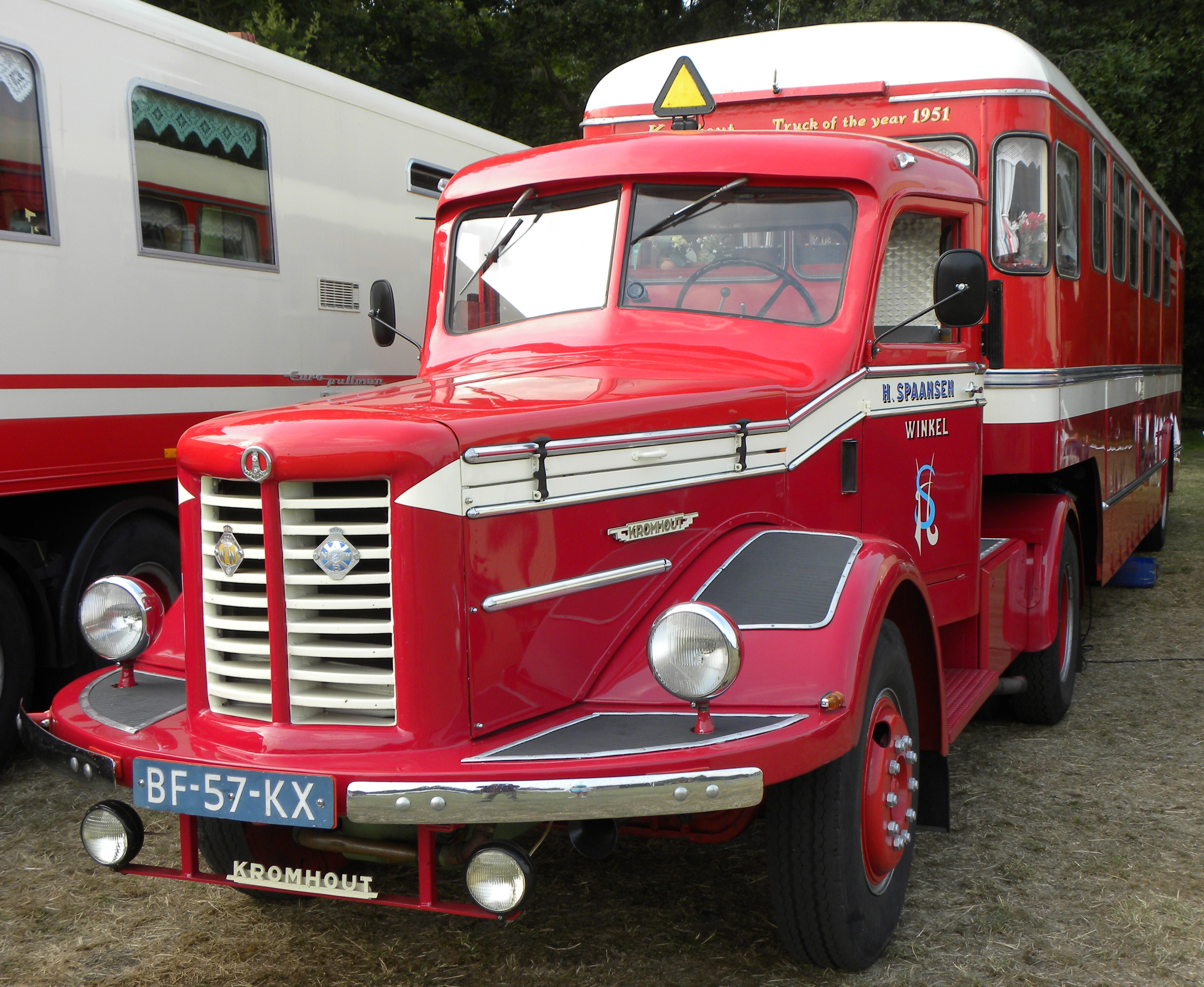
Kromhout V6T truck
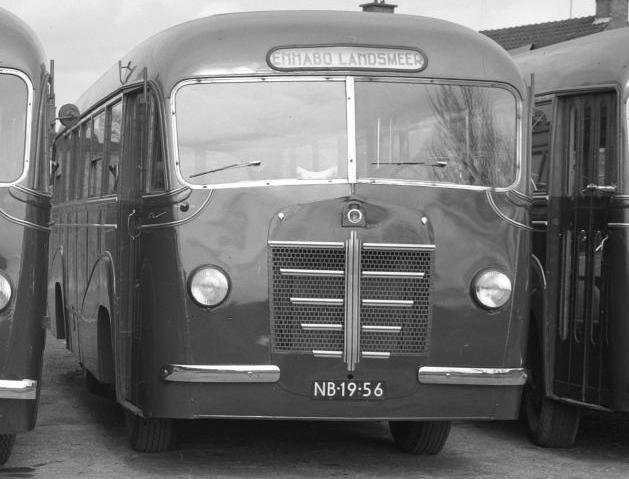
Kromhout TB4/Verheul-bus, Enhabo, 1939
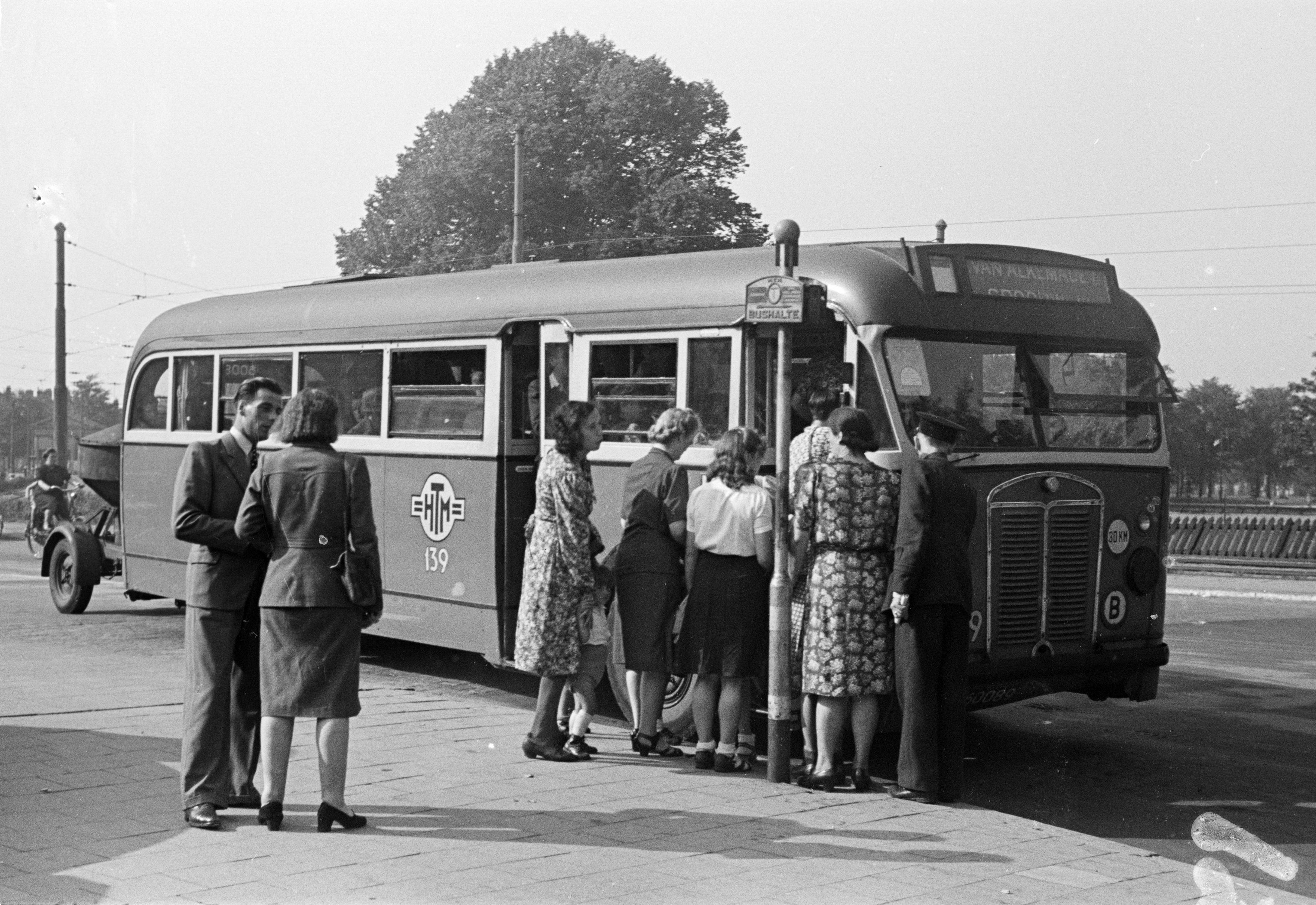
Kromhout/Beijnes-bus van HTM, 1941
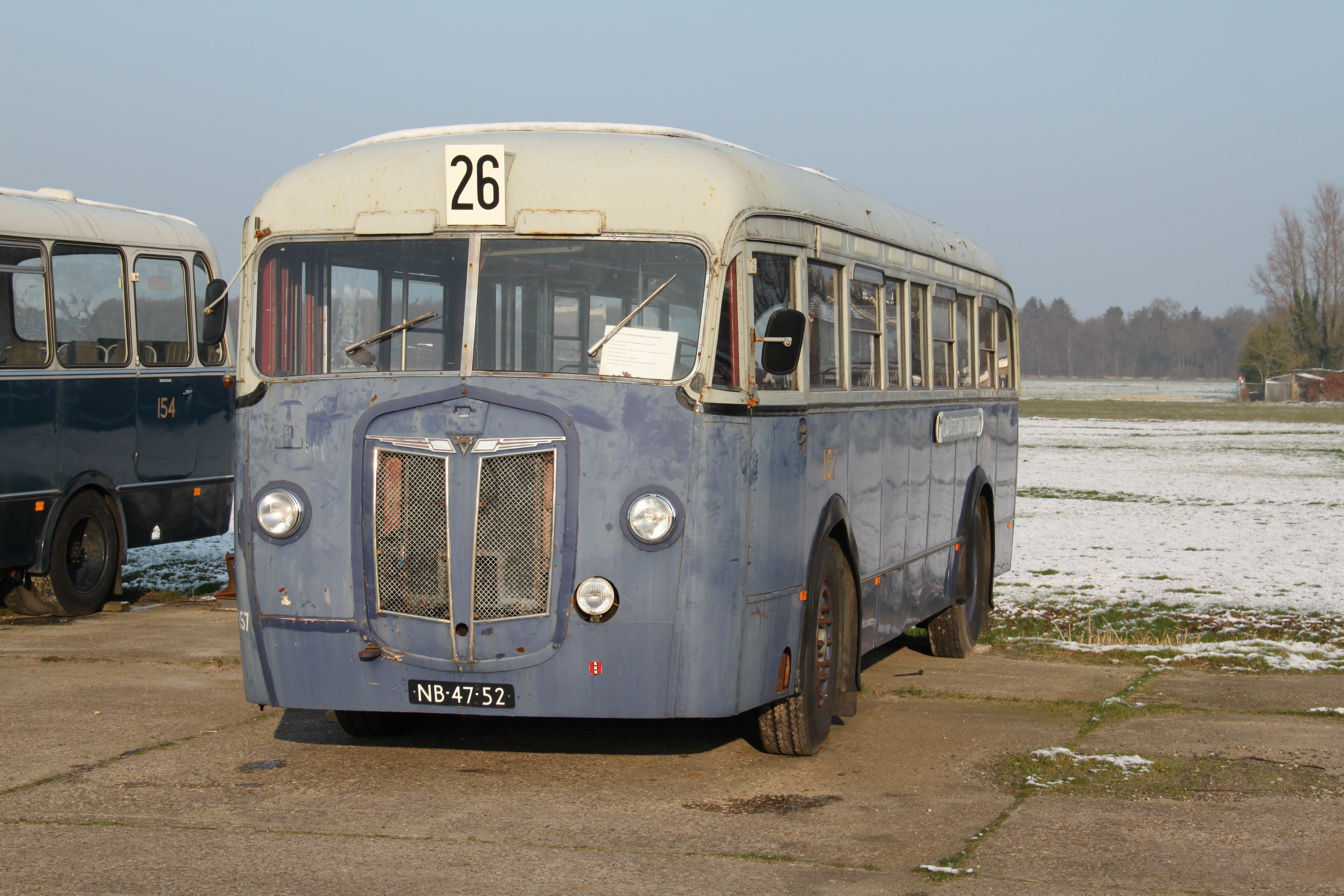
Amsterdamse bus 157 uit 1941
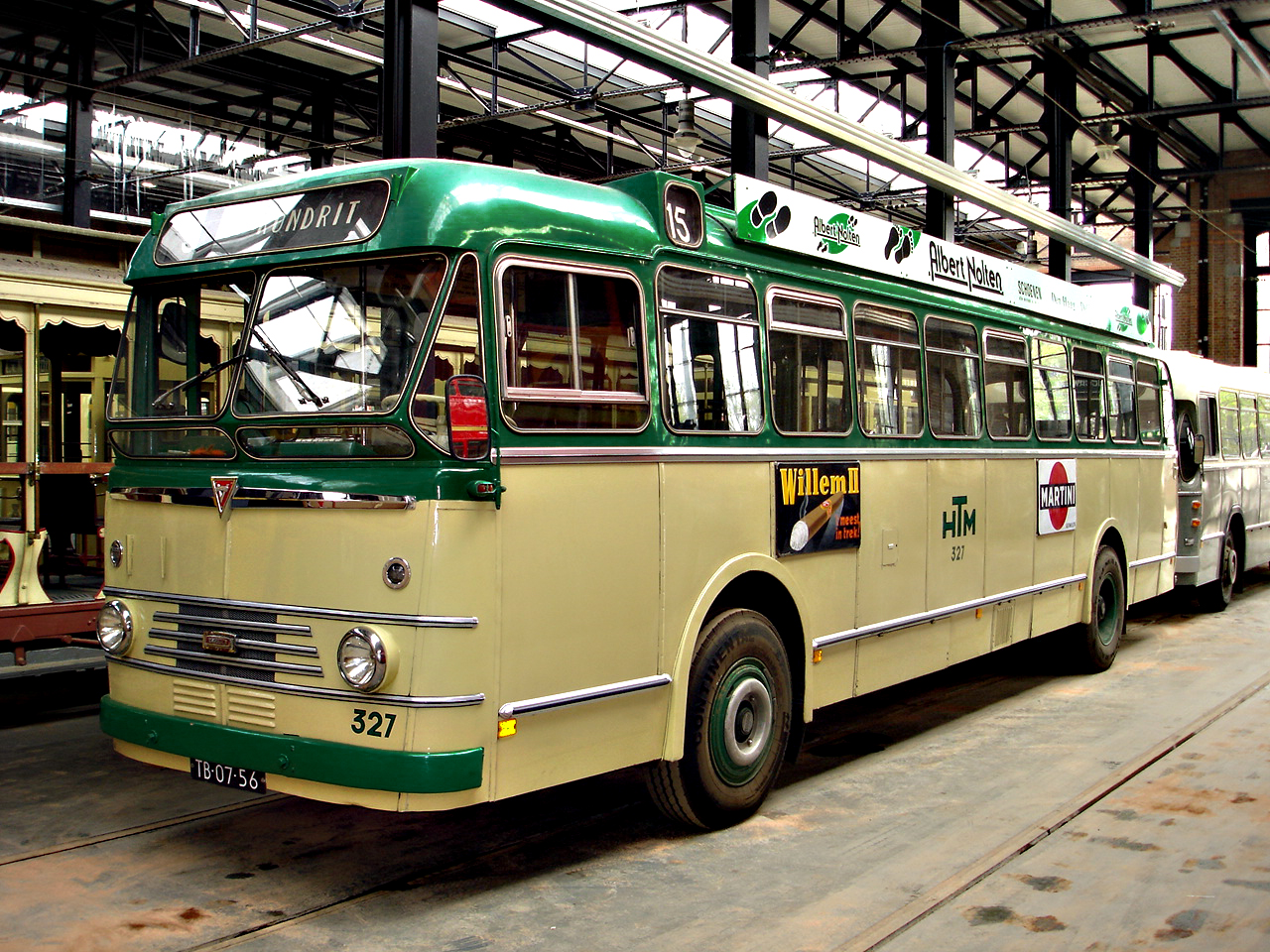
Kromhout TBZ100/Verheul-bus, HTM 327, uit 1957
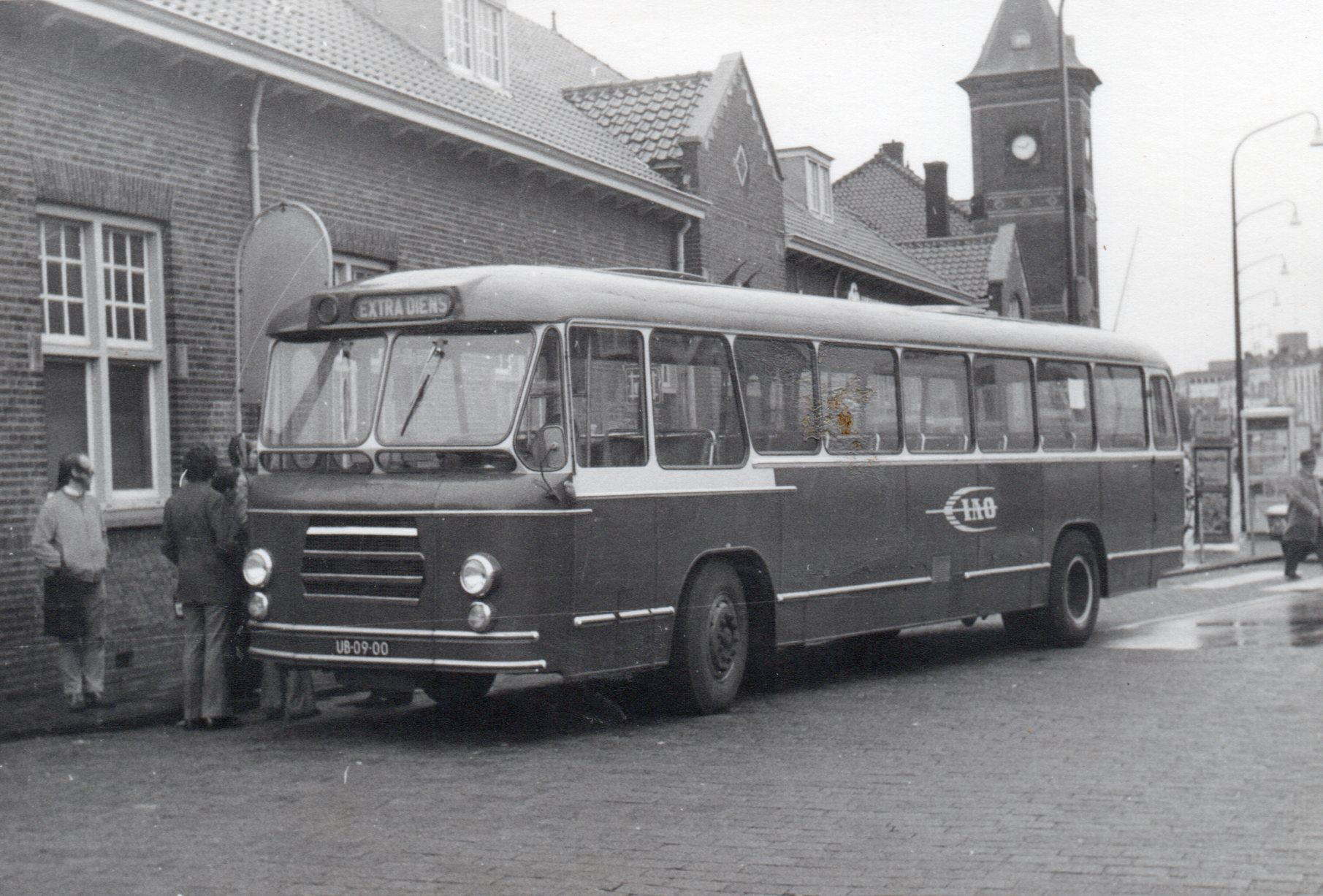
Kromhout/Kusters-bus, IAO, uit 1961
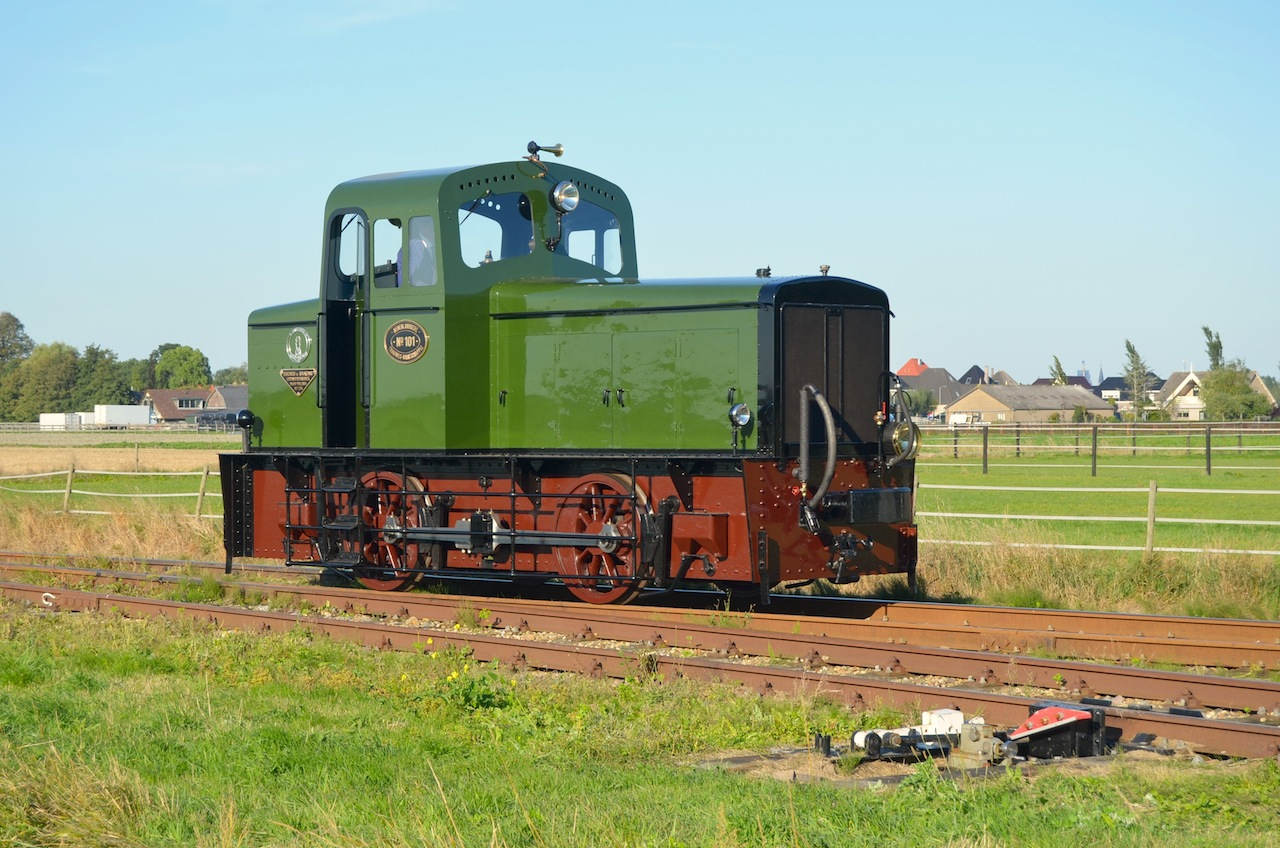
Diesellocomotief voor NTM, 1935 (samen met Du Croo & Brauns)
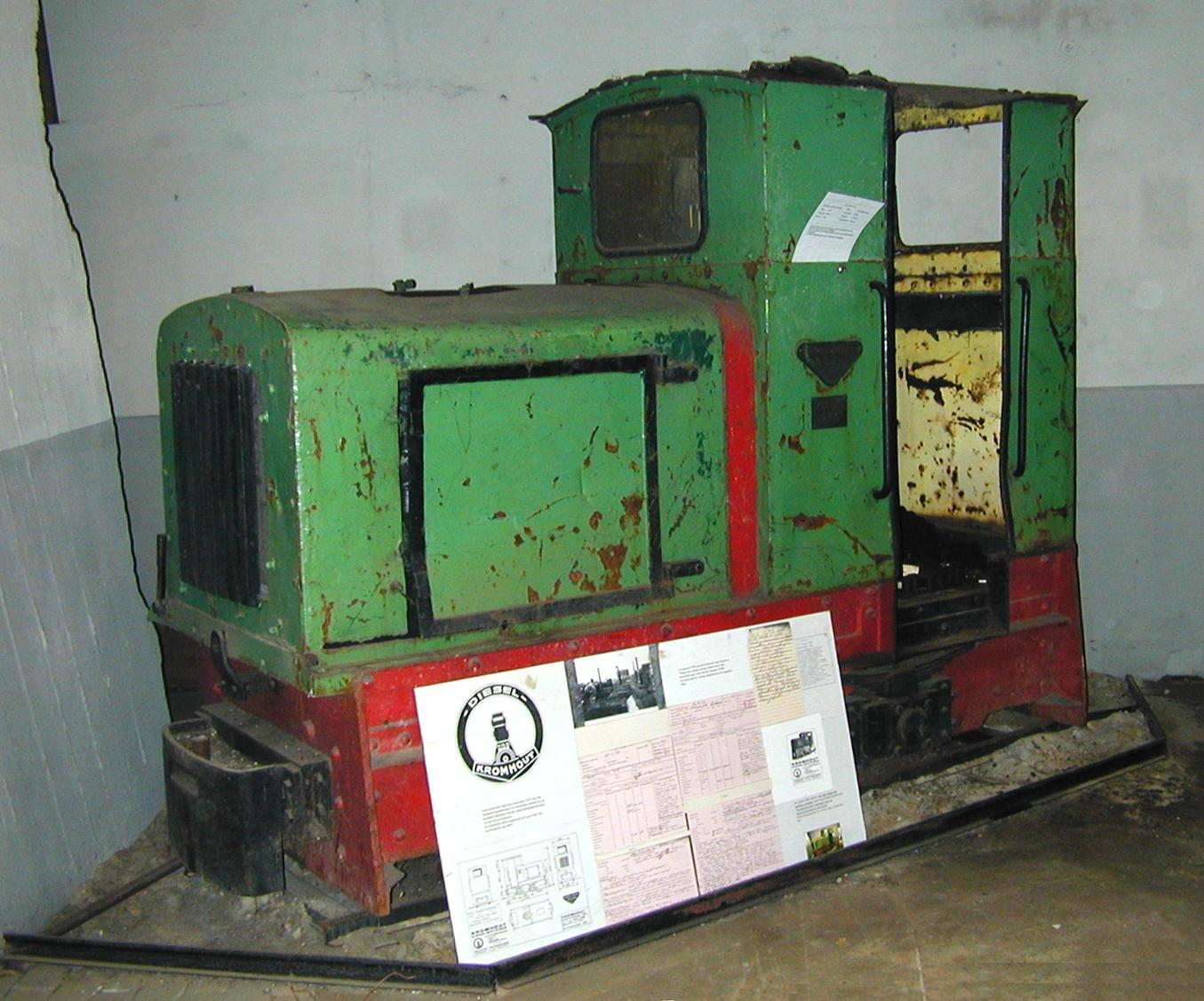
Ducroo & Brauns-smalspoorlocomotief met een Kromhout 2LS-motor